# Cantón de Lavit
El cantón de Lavit era una división administrativa francesa, que estaba situada en el departamento de Tarn y Garona y la región de Mediodía-Pirineos.

## Composición
El cantón estaba formado por catorce comunas:
- Asques
- Balignac
- Castéra-Bouzet
- Gensac
- Gramont
- Lachapelle
- Lavit
- Mansonville
- Marsac
- Maumusson
- Montgaillard
- Poupas
- Puygaillard-de-Lomagne
- Saint-Jean-du-Bouzet

## Supresión del cantón de Lavit
En aplicación del Decreto nº 2014-273 de 27 de febrero de 2014, el cantón de Lavit fue suprimido el 22 de marzo de 2015 y sus 14 comunas pasaron a formar parte del nuevo cantón de Garona-Lomagne-Brulhois.